# Zollhaus (Oranienbaum)

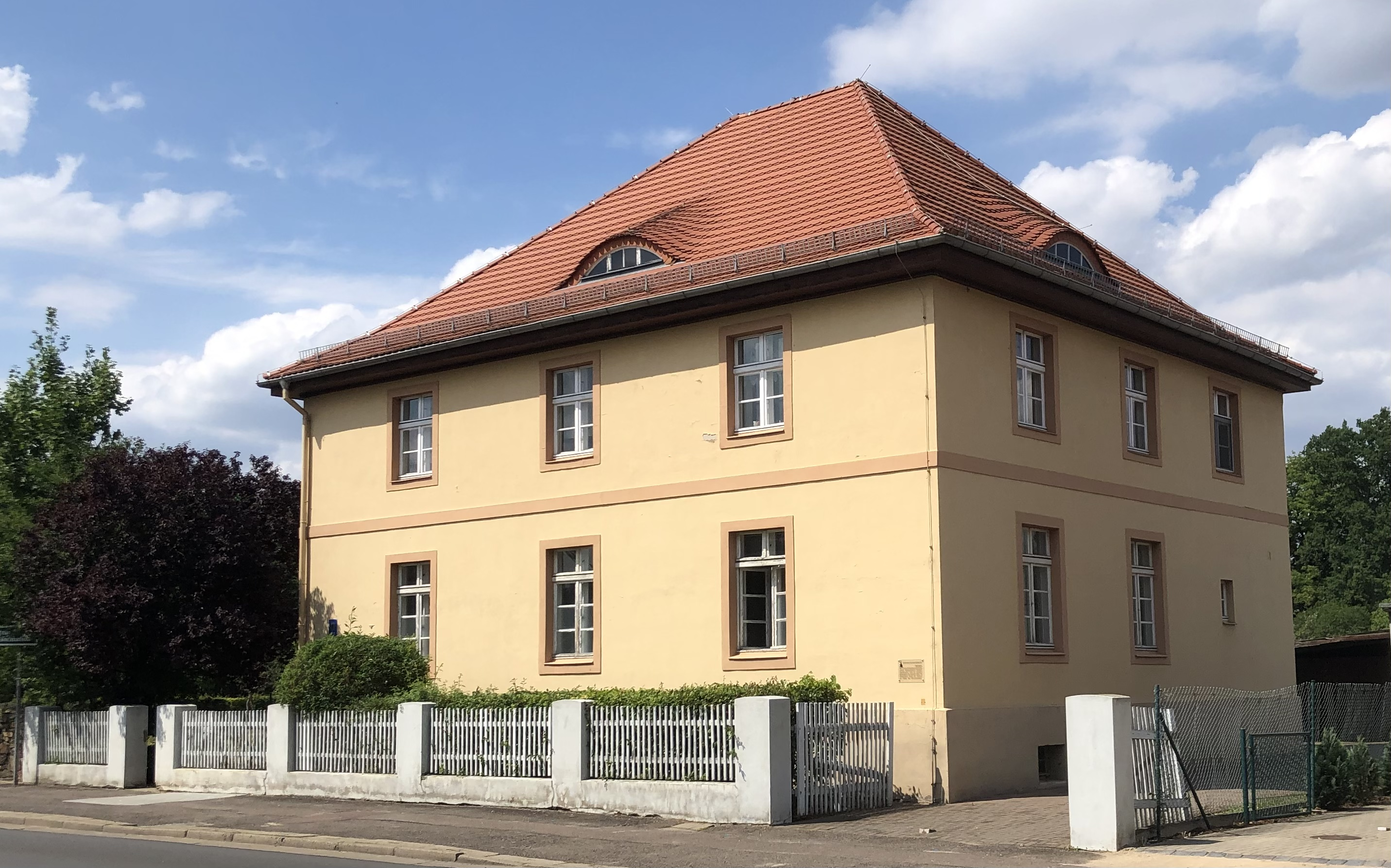
Zollhaus im Jahr 2022

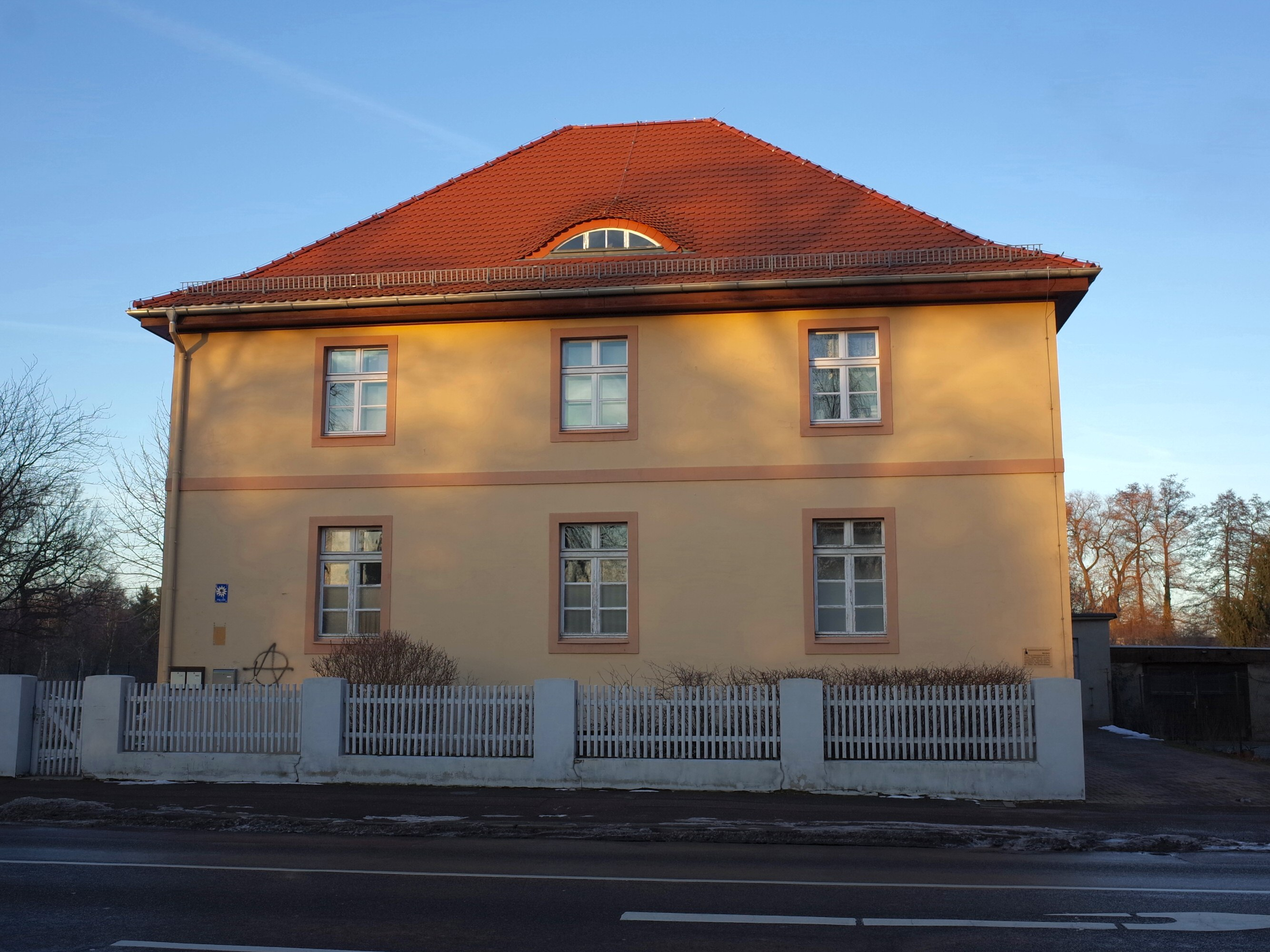
2016

Das Zollhaus ist ein denkmalgeschütztes Gebäude in Oranienbaum-Wörlitz in Sachsen-Anhalt.

## Lage
Das Haus steht im Zentrum des Ortsteils Oranienbaum, auf der Nordseite der Dessauer Straße, an der Adresse Dessauer Straße 45.

## Geschichte
Das zweigeschossige verputzte Gebäude entstand im Jahr 1928 im Stil des Neoklassizismus. Als Bauplatz wurde ein Grundstück im südlichsten Teil des Schlossparks Oranienbaum gewählt. Der Ziegelbau wurde von Regierungsbaurat May für das Reichsbahnamt Halle errichtet. Er diente zur Unterbringung einer Zolleinnahmestelle, die für die örtlichen Zigarrenfabriken eingerichtet wurde.
Die Fassaden sind jeweils dreiachsig ausgeführt. Im Erdgeschoss sind die Fensteröffnungen höher ausgeführt als im oberen Stockwerk. Das Gebäudeinnere ist sowohl in der Raumstruktur als auch in der Gestaltung bauzeitlich erhalten (Stand 1997).
Im örtlichen Denkmalverzeichnis ist das Zollhaus unter der Erfassungsnummer 094 40442 als Baudenkmal eingetragen.